# École paternelle
 (octobre 2020).
Série
École paternelle 2
(2007)
Pour plus de détails, voir Fiche technique et Distribution.
École paternelle ou Garderie en folie au Québec (Daddy Day Care) est un film de comédie américain de Steve Carr. Le film a connu une suite École paternelle 2.

## Synopsis
Deux pères perdent leur emploi et, du jour au lendemain, se retrouvent pères au foyer. Loin de se décourager, ils décident de s'occuper de leurs enfants en créant leur propre garderie. Sans la moindre expérience en ce domaine, ils appliquent des méthodes d'éducation pour le moins originales et peu conventionnelles.

## Fiche technique
- Titre original : Daddy Day Care
- Titre : École paternelle
- Titre québécois : Garderie en folie
- Réalisateur : Steve Carr
- Scénario : Geoff Rodkey
- Musique : David Newman
- Direction artistique : Chris Cornwell
- Décors : Garreth Stover
- Costumes : Ruth E. Carter
- Photographie : Steven Poster
- Son : Gary A. Rizzo, Jon Taylor, Janusz Tokarzewski
- Montage : Christopher Greenbury
- Production : John Davis, Matt Berenson et Wyck Godfrey

Production déléguée : Joe Roth, Dan Kolsrud et Heidi Santelli
Production associée : Rufus Gifford
Coproduction : Jack Brodsky
- Sociétés de production[1] : Davis Entertainment et Day Care Productions, avec la participation de Revolution Studios
- Sociétés de distribution : 
  - États-Unis : Columbia Pictures, Sony Pictures Releasing
  - Suisse : Buena Vista International
  - France : Columbia TriStar Films
- Budget : 60 millions de $[2]
- Pays d'origine :  États-Unis
- Langue originale : anglais, allemand, klingon
- Format[3] : couleur (DeLuxe) - 35 mm - 1,85:1 (Panavision) - son DTS | Dolby Digital | SDDS
- Genre : comédie
- Durée : 92 minutes
- Dates de sortie[4] :
  - États-Unis : 9 mai 2003
  - Belgique : 30 juillet 2003
  - Suisse romande : 1er octobre 2003
  - France : 22 octobre 2003
- Classification[5] :
  -  États-Unis : Certaines scènes peuvent heurter les enfants - Accord parental souhaitable (PG - Parental Guidance Suggested)[Note 1].
  -  France : Tous publics (visa d'exploitation no 108425 délivré le 23 octobre 2003)[6].

## Distribution
- Eddie Murphy (VF : Lionel Henry ; VQ : François L'Écuyer) : Charlie Hinton
- Jeff Garlin (VF : Patrick Borg ; VQ : Guy Nadon) : Phil
- Steve Zahn (VF : Damien Witecka ; VQ : Philippe Martin): Marvin
- Regina King (VF : Anne Canovas ; VQ : Hélène Mondoux) : Kim Hinton
- Kevin Nealon (VQ : François Trudel) : Bruce
- Jonathan Katz (VF : Denis Boileau ; VQ : François Godin) : Dan Kubitz
- Siobhan Fallon Hogan (VF : Josiane Pinson ; VQ : Johanne Garneau) : Peggy
- Lisa Edelstein (VQ : Dominique Quesnel) : la mère de Crispin
- Lacey Chabert (VF : Marie Giraudon ; VQ : Catherine Allard) : Jenny
- Laura Kightlinger (VQ : Isabelle Leyrolles) : Sheila
- Samuel De Ryck : Joshua
- Leila Arcieri (VF : Olivia Dalric) : Kelli
- Anjelica Huston (VF : Monique Thierry ; VQ : Anne Caron) : Madame Gwyneth Harridan
- Khamani Griffin (VQ : Léo Caron) : Ben Hinton
- Max Burkholder : Max
- Arthur Young : Nicky
- Elle Fanning : Jamie
- Cesar Flores : Sean
- Hailey Johnson : Becca
- Felix Achille : Dylan
- Shane Baumel : Crispin
- Jimmy Bennett : Flash / Tony
- Connor Carmody : Duncan
- Kennedy McCullough : Jeannie
- Alyssa Shafer : Juel
- Bridgette Ho : Erin
- Brie Arbaugh : la mère de Jamie
- Susan Santiago : la mère de Sean
- Annabelle Gurwitch (VF : Laura Blanc) : la mère de Becca
- Mary Portser (VF : Danièle Douet) : la mère de Tony
- Timmy Deters : le frère de Tony
- Gary Owen (VF : Jérôme Pauwels) : Monsieur Carrott
- Wallace Langham : Jim Fields
- Paul Anthony Reynolds : Marty, collègue
- Rachael Harris : Elaine, collègue
- Mark Griffin : Steve, collègue
- Cheap Trick : eux-mêmes

Sources et légende : Version française (V. F.) sur Voxofilm et Version québécoise (V.Q.) sur Doublage Québec

## Distinctions
Entre 2003 et 2004, École paternelle a été sélectionné 7 fois dans diverses catégories et a remporté 1 récompense.

### Récompenses
- Prix BMI du cinéma et de la télévision 2004 : Prix BMI de la meilleure musique de film décerné à David Newman.

### Nominations
- Prix de la bande-annonce d'or 2003 : Meilleure bande-annonce d’une comédie.
- Prix du choix des enfants 2004 :
  - Film préféré,
  - Acteur de cinéma préféré pour Eddie Murphy,
  - Pet préféré dans un film.
- Prix des jeunes artistes 2004 :
  - Meilleur jeune acteur âgé au maximum de 10 ans dans un film pour Jimmy Bennett,
  - Meilleur jeune casting dans un long métrage pour Jimmy Bennett, Max Burkholder, Elle Fanning, Khamani Griffin, Felix Achille, Shane Baumel, Connor Carmody, Cesar Flores, Bridgette Ho, Hailey Noelle Johnson, Kennedy McCullough, Alyssa Shafer et Arthur Young.